# Unter Oberndorf
Unter Oberndorf ist eine Ortschaft und als Unteroberndorf eine Katastralgemeinde der Marktgemeinde Maria Anzbach im Bezirk St. Pölten in Niederösterreich. Die Ortschaft hat 405 Einwohner (Stand 1. Jänner 2025).

## Geografie
Durch das Dorf östlich von Maria Anzbach fließt der aus Eichgraben kommende Anzbach; der Ort wird von der Neulengbacher Straße erschlossen.

## Geschichte
Laut Adressbuch von Österreich waren im Jahr 1938 in Unter Oberndorf ein Bäcker, ein Fleischer, ein Gärtner, zwei Gastwirte, ein Gemischtwarenhändler, ein Müller, zwei Schmiede, ein Schneider, ein Wagner und ein Landwirt mit Ab-Hof-Verkauf ansässig.